# 1574 w literaturze
Wydarzenia literackie w 1574 roku.

## Nowe książki
- polskie
  - Klemens Janicki – Żywoty arcybiskupów gnieźnieńskich (pierwsze wydanie, utwór powstał w 1536-1537)
- zagraniczne
  - Jerónimo Corte-Real, Sucesso do Segundo Cerco de Diu
  - Apostoł lwowski